# Maria Stiepanowa (pisarka)
Maria Stiepanowa (ros. Мария Михайловна Степанова, ur. 1972 w Moskwie) – rosyjska poetka, dziennikarka i eseistka.

## Życiorys
Urodziła się w 1972 roku w Moskwie, w rodzinie rosyjskich Żydów. Pierwszy wiersz napisała we wczesnym dzieciństwie. Zadebiutowała w latach 90. na łamach magazynów literackich. W 1995 roku została absolwentką Instytutu Literackiego imienia A.M. Gorkiego. W 2007 roku założyła portal OpenSpace.ru, w którym przez lata piastowała stanowisko redaktor naczelnej, po czym przekształciła go w niezależny portal Colta.ru, który utrzymywano z darowizn. Obie strony stanowiły ważne źródło wiedzy na temat literatury i kultury w Rosji. Stiepanowa była także jednym ze współautorów idei muzycznego projektu o nazwie Pasja według św. Mateusza (2000), w którym brali udział współcześni kompozytorzy i poeci, oraz wykorzystano motywy z twórczości Johanna Sebastiana Bacha. Przez rok wykładała w Uniwersytecie Humboldtów w Berlinie, gościnnie wykładała także w Selwyn College w University of Cambridge.
Autorka dziesięciu tomików poetyckich i trzech zbiorów esejów. Jej język poetycki charakteryzuje deformacja form słów, z których Stiepanowa wyciąga nowe znaczenia. Rozgłos przyniosła jej książka Pamięci pamięci, która łączy elementy eseju, fikcji literackiej, przewodnika turystycznego i dokumentu historycznego oraz wchodzi w dialog z twórczością Rolanda Barthesa, W.G. Sebalda, czy Susan Sontag. Choć punktem wyjścia jest historia rodziny Stiepanowej, równie ważne są wyrwy w rodzinnej pamięci i niemożność poznania przeszłości.
Stiepanowa otrzymała liczne wyróżnienia, w tym nagrody Borisa Pasternaka (2005), Andrieja Biełego (2005), Lerici Pea Mosca (2011), czy stypendium Iosifa Brodskiego. W 2018 roku powieść Pamięci pamięci została wyróżniona nagrodą Bolszaja Kniga, a w 2021 roku jej angielski przekład autorstwa Sashy Dugdale znalazł się na krótkiej liście nominowanych do The Man Booker International Prize. Z kolei polskie tłumaczenie znalazło się na długiej liście nominowanych do Literackiej Nagrody Europy Środkowej „Angelus”.
Poza językiem angielskim, dzieła Stiepanowej zostały przetłumaczone na m.in. język hebrajski, francuski, włoski, fiński i niemiecki.

## Dzieła przetłumaczone na język polski
- Wojna bestii i zwierząt. Zbigniew Dmitroca (tłum.). Wolno, 2018. ISBN 978-83-946297-9-3. Brak numerów stron w książce
- Pamięci pamięci. Agnieszka Sowińska (tłum.). Prószyński i S-ka, 2020. ISBN 978-83-8169-222-9. Brak numerów stron w książce